# Мондрус Лариса Ізраїлівна
Лари́са Ізраїлівна Мо́ндрус (латис. Larisa Mondrusa, нім. Larissa Mondrus; 15 листопада 1943 року, Джамбул, Казахська РСР) — співачка і акторка єврейського походження, зірка естради і телебачення СРСР 1960-х років; після еміграції — зірка естради ФРН 1970-х.
Окрім латиської, вільно володіє 7 мовами: їдишем, англійською, італійською, німецькою, польською, французькою та російською, якими успішно співала естрадні пісні.

## Біографія
Лариса Мондрус народилася 15 листопада 1943 року в Джамбулі, в родині Лідії Григорівни Заплетіної та Ізраїля Йосиповича Мондруса.
Після Другої світової війни родина переїхала до Риги. 1960 року закінчила Ризьку середню школу № 22, 1962 року — Ризьке музичне училище і в тому ж році пройшла за конкурсом на роботу в Ризькому естрадному оркестрі (РЕО) при Ризькій філармонії. Першого великого успіху досягла, виконавши пісню «Квиток до дитинства» («Билет в детство»). З 1963 року виступала на Латвійському телебаченні. У РЕО познайомилася з диригентом і аранжувальником Егілом Шварцом — колишнім однокласником Раймонда Паулса у спеціалізованій музичній школі. Окрім іншого, Мондрус справила враження на Шварца тим, що вільно виконувала шлягери мовами оригіналу — польською, італійською, французькою і англійською. Особисті стосунки переросли ділові та творчі, у 1964 році Мондрус і Шварц одружилися. Того ж року вони дістають запрошення до Москви працювати в оркестрі Едді Рознера. Пізніше вона переходить на роботу в Московський мюзик-хол, з яким двічі виїжджає за кордон (Польща і НДР). З 1968 по 1972 рік працює в Москонцерті.
Навесні 1965-го виступила на «Блакитному вогнику», виконавши пісню Елґаса Іґенберґаса «Mūs gaida zvaigznes» («Ми чекаємо зірок»). У середині 1960-х, багато в чому завдяки виступам на «Блакитних вогниках», співачка завойовує всесоюзну популярність. Вона виступає на телебаченні, знімається в кіно. Платівки із записами її пісень розходяться величезними тиражами. Лариса Мондрус — перша виконавиця багатьох пісень Раймонда Паулса, у тому числі пісні «Dāvāja Māriņa meitenei mūžiņu» («Подарувала Марина дівчинці життя», 1970) на слова Леона Брієдіса, яка на початку 1980-х в російському варіанті Андрія Вознесенського одержала назву «Мільйон червоних троянд» («Миллион алых роз»).
Була однією з перших радянських співачок, які під час виконання пісні також танцювали. Таку манеру не схвалював тодішній офіціоз. Вона відмовлялася співати ідеологічно витриману «громадянську тематику», нав'язувану Міністерством культури СРСР, не йшла на компроміси з керівництвом радянської естради, в результаті чого стала «невиїзною». У 1971 році, після приходу Сергія Лапіна до керівництва Держкомітету радіо і телемовлення, Ларисі Мондрус, Вадимові Мулерману та кільком іншим співакам єврейського походження не дають виступати в телеефірі. Її запрошують до себе на гастролі державні концертні організації Чехословаччини та НДР, але в Росконцерті заявляють: «Заявок на Мондрус немає». Без пояснення причин Мондрус позбавляють сольних концертів, знаходячи для цього сміхотворний привід. Одного разу така заборона була викликана тим, що вона наважилася виступити в Зоряному містечку в міні-спідниці.
Лариса Мондрус і Егіл Шварц вирішили виїхати з країни. У 1973 році вони подали документи до ВВІРу і в тому ж році, діставши дозвіл на виїзд до Ізраїлю, покинули СРСР. Після цього з радянського ефіру зникли пісні «зрадниці Батьківщини», серед них також відома до цього часу пісня «На земле большой» («На землі великій»), багато записів Мондрус розмагнічено й вилучено з фондів. У радянській пресі з'явилися повідомлення про те, що Лариса Мондрус нібито «попросилася назад в СРСР», але, отримавши відмову в радянському посольстві, «покінчила життя самогубством».
У березні 1973 року Лариса Мондрус та Егіл Шварц емігрують до ФРН. Короткий час мешкали в Римі. За спогадами Мондрус, був вибір, де оселитися: Гамбург, Кельн або Мюнхен. Вони вибрали Мюнхен і згодом не шкодували про це рішення. Купивши будинок в Ґрюнвальді — передмісті Мюнхена, подружжя оселяється в ньому.
Вирішивши й далі робити кар'єру співачки, Мондрус уклала контракт з великою фірмою «Polydor Records» і вже в 1974 році випустила перший німецькомовний альбом «Die Herzen singen» («Серця співають»). До 1977 року вона під псевдонімом Larissa здобула європейську популярність, багато гастролює, часто виступає на німецькому телебаченні із сольними номерами та в різних музичних шоу з такими відомими співаками, як Іван Ребров, Карел Готт, Вітторіо Касагранде, Міхаель Шанце та іншими. Доброзичлива критика підкреслює не тільки вокальні дані співачки — голос, але і її яскраву зовнішність, сценічну пластичність і артистичність. Лариса Мондрус давала концерти для латвійських емігрантів у США, Канаді та Австралії. З програмою російськомовних пісень вона гастролювала в Ізраїлі.
1982 року Лариса Мондрус народила сина й покинула сцену й купила взуттєву крамницю в Мюнхені. Її син Лорен Шварц подавав великі надії як музикант-піаніст, але став науковцем і нині очолює кафедру автоматизації медичних процедур на факультеті інформатики в Мюнхенському технічному університеті. Він доктор технічних наук, має дочку й сина — близнят (* 2015). Володіє, крім німецької й англійської, також латиською та російською мовами.
2001 року, вперше після від'їзду, Лариса Мондрус відвідала Росію. У 2003 та 2004 роках дала концерти в Латвії та Росії. У 2005 році вона виступила в Юрмалі на фестивалі «Нова хвиля». 25 січня 2009 року на каналі «Росія-1» показано документальний фільм про Ларису Мондрус — «Врятувати себе. Лариса Мондрус» (2008). Фільм показано повторно 2 серпня 2010 року.

## Дискографія

### Латиськомовні альбоми
- «Svešā zemē stādu rozes» (1975, Polydor)
- «Kā senās dienās draugs…» (1975, Polydor)
- «Tik un tā» (1984, Laima Records)
- «Larisa Mondrusa» (2003, Baltic Records Group)
- «Svešā zemē stādu rozes» (1975, Polydor)
- «Kā senās dienās draugs…» (1975, Polydor)
- «Tik un tā» (1984, Laima Records)
- «Larisa Mondrusa» (2003, Baltic Records Group)

### Німецькомовні альбоми
- «Larissa — Die Herzen singen» (1974, Polydor)
- «Larissa — Jeder nette lette/In Deinen Armen» (1974, Polydor)
- «Larissa — Die Letzte Nacht in Jaffa/Die Herzen singen (la, la, la)» (1975, Polydor)
- «Larissa — Hey Mr.Potato/Bleib heut nacht bei mir» (?, Polydor)

### Російськомовні альбоми
- «Поёт Лариса Мондрус» (1965)
- «Поёт Лариса Мондрус» (1965)
- «Поёт Лариса Мондрус» (1967)
- «Лариса Мондрус» (1968)
- «Лариса Мондрус» (1969)
- «Лариса Мондрус» (1970)
- «Лариса Мондрус» (1971)
- «Поёт Лариса Мондрус» (1972)
- «Лариса Мондрус. Для тех кто ждет…» (2002)
- «Лариса Мондрус» (2003)

### Популярні пісні
- «Zvaigznes konduktora somā» («Кондукторська сумка із зірками»)
- «Нас звёзды ждут» («Нас зірки чекають»)
- «Милый мой фантазёр» («Мій милий фантазер»)
- «Юмореска» («Гумореска»),
- «Der Sommer vergeht» («Літо минає»),
- «Синий лён» («Синій льон»),
- «Jeder nette Lette» («Кожен чесний латиш»)
- «Kopenhagen» («Копенгаген»)
- «Windmills» («Вітряки»)
- «Dažu skaistu ziedu» («Кілька гарних квіток»)
- «Ģimenes galva» («Голова родини»)
- «Tik daudz vēl sapņu manī mīt» («Так багато мрій досі живе в мені»)
- «Neticu, ka tā var izgaist mīla» («Не вірю, що може зникнути кохання»)
- «Svešā zemē stādu rozes» («Троянди, вирослі на чужій землі»)
- «Озёрный край» («Озерний край»)

## Фільмографія
- «На завтрашней улице» / «На завтрашній вулиці» (1965): за кадром звучить пісня «Костёр на снегу» / «Вогнище на снігу»
- «Дайте книгу скарг» (1965): в кадрі співає пісню «Добрый вечер» / «Добрий вечір»
- «Зареченські наречені» (1967): за кадром звучить пісня «У всех по-разному» / «У всіх по-різному»
- «Следствие продолжается» / «Слідство триває» (1968): за кадром звучать пісні «Глаза» / «Очі» і «Вечерний Баку» / «Вечірнє Баку»
- «Посміхнися сусідові» (1968): в кадрі співає пісню «Древние слова» / «Стародавні слова», за кадром звучить пісня «Между небом и землёй» / «Між небом і землею»
- «У себя дома» / «У себе вдома» (1968): за кадром звучить пісня «Осень на пляже» / «Осінь на пляжі»
- «Песни моря» / «Пісні моря» (1970): за кадром звучать пісні «Я девчонка» / «Я дівчисько» і «Не моя вина» / «Не моя провина» (у кадрі Наталя Фатєєва)
- «Опекун» / «Опікун» (1970): у кадрі співає пісню «Белый пароход» / «Білий пароплав»
- «Дело о…» / «Справа про…» (1970): в кадрі співає пісню «Синий лён» / «Синій льон»
- «Джентльмени удачі» (1971): за кадром звучить пісня «Проснись и пой» / «Прокинься і співай»